# Maarten van't Kruijs
Pour les articles homonymes, voir Van't Kruijs.
Maarten van't Kruijs, né le 18 février 1813 à Uithoorn et mort le 30 mars 1885 à Amsterdam, est un joueur d'échecs et organiste néerlandais. L'ouverture d'échecs commençant par le coup 1. e3 est nommée après lui.

## Biographie
Maarten van't Kruijs vit la majorité de sa vie à Amsterdam, où il était membre du club d'échecs (en) Philidor.
En 1851, le club Philidor organise le premier tournoi d'échecs de l'histoire des Pays-Bas. Le tournoi, qui est disputé à Amsterdam, est remporté par van't Kruijs. L'année suivante, un tournoi d'échecs aléatoires a lieu et est remporté à nouveau par van't Kruijs, qui note que ce type d'échecs fait sortir le vrai talent.
van't Kruijs connait une grande réputation aux échecs, et était considéré comme le joueur le plus fort des Pays-Bas. Il joue contre le grand-maître allemand Adolf Anderssen en 1861, qui après l'a placé parmi les dix meilleurs joueurs du monde.
En 1878, il remporte le quatrième championnat d'échecs néerlandais.